# 金萍
金萍（1963年—），回族，中华人民共和国政治人物，一级演员、河南省青联副主席、河南省影视家协会副主席、省歌舞演艺集团副总经理，第十一、第十三届全国政协委员。
2008年，当选第十一届全国政协委员，代表中华全国青年联合会，分入第十六组。2018年1月，当选第十三届全国政协委员。